# Jules Lichtenstein
Jules Lichtenstein (auch Julius Wilhelm August Lichtenstein; * 15. September 1816 in Montpellier; † 30. November 1886 ebenda) war ein französischer Weinhändler und Entomologe deutscher Herkunft.

## Leben
Jules Lichtenstein war ein Enkel des deutschen Zoologen Anton August Heinrich Lichtenstein. Sein Vater Johann Georg August Lichtenstein, ein jüngerer Bruder des Mediziners und Zoologen Martin Hinrich Carl Lichtenstein und wie dieser in Hamburg geboren, ließ sich um 1806 als Kaufmann in Montpellier nieder und wirkte dort vornehmlich als Weinhändler. Aus seiner Ehe mit der Französin Henriette Bazille ging Jules Lichtenstein hervor.
Zum Kaufmann erzogen, wurde Jules Lichtenstein während eines mehrjährigen Aufenthalts in Berlin durch den Besuch der Vorlesungen seines Onkels Martin Hinrich Carl Lichtenstein und den Umgang mit Hermann Burmeister dem Studium der Naturgeschichte zugeführt. Die Kurse, die er bei Burmeister absolvierte, erregten sein Interesse für Insekten. Nach seiner Rückkehr nach Montpellier war er zuerst hier und später in Sète als Weinhändler tätig. Hierauf lebte er mehrere Jahre in Spanien und oblag dort seinen Geschäften vornehmlich in Katalonien und Aragonien. In der Nähe von Cariñena, Zentrum eines bekannten Weinanbaugebiets, erwarb er Landbesitz.
1868 gab Lichtenstein seinen Beruf, ließ sich dauerhaft in seiner Heimatstadt Montpellier nieder und widmete sich nahezu ausschließlich der Entomologie. Damals entdeckte sein Schwager Jules Émile Planchon die Reblaus. Zwischen 1868 und 1886 publizierte Lichtenstein, häufig in Zusammenarbeit mit Planchon, über 85 Schriften über die Reblaus und verwandte Arten. So gab er bereits 1869 mit Planchon eine Beschreibung der Gattung Phylloxera heraus, deren Naturgeschichte er später eingehend untersuchte. 1868 war er Mitglied der Société entomologique de France geworden. Er beherrschte mehrere Sprachen und konnte daher weltweit mit Entomologen korrespondieren. Von seiner Monographie über die Röhrenblattläuse (Aphididae), die er jahrelang vorbereitet hatte, erschien 1885 unter dem Titel Les pucerons, monographie des Aphidiens der erste Band. Er starb am 30. November 1886 in Montpellier.